# 上中条 (熊谷市)
上中条（かみちゅうじょう）は、埼玉県熊谷市の大字。郵便番号は360-0001。本項では同地域にかつて存在した北埼玉郡上中条村（かみちゅうじょうむら）についても記す。

## 地理
熊谷市北東部に位置する。南で大塚・上川上、西で今井・四方寺、北で西城・上須戸・日向、東で行田市北河原・南河原に隣接する。埼玉県道・群馬県道83号熊谷館林線が横断、埼玉県道303号弥藤吾行田線が縦断するが（両県道には重複区間あり）、鉄道や国道は通過していない。

### 小字
| - 田谷 - 桜島 - 堀間 - 鎧塚 | - 中嶋 - 下土腐 - 上土腐 - 中谷 | - 前耕地 - 西之門 - 竹之内 | - 雷電 - 日向島 - 菱沼 | - 下水越 - 吉野 - 上水越 | - 荒宿 - 上悪戸 - 中悪戸 | - 下悪戸 - 古堀 |

## 歴史

### 沿革
もとは江戸期より存在する上中条村、古くは戦国期より存在する上中条郷であった。条里制の「条」が由来の古名中条が地名の起源で、後に上中条と下中条に分かれたと言われている。なお、下中条は現在の行田市の地名として残っている。
- 平安時代末、藤原氏出身の中条常光が館を構え、中条氏が発祥した[7]。
- 幕末時点では埼玉郡に所属し、知行は古河藩、岩槻藩、旗本神尾氏・八木氏・小林氏・松平氏・日下氏の相給[5]。寺社領（鹿那祇社領・吉野社領・常光院領・観音寺領）も存在した[8]。
- 1868年（慶応4年）6月19日 - 旗本領が武蔵知県事・山田政則（忍藩士）の管轄となる。
- 1869年（明治2年）
  - 1月10日 - 山田政則知県事が宮原忠英に交代。
  - 1月13日 - 武蔵知県事・宮原忠英の管轄区域に大宮県を設置。県庁は東京府馬喰町に置かれる。
  - 9月29日 - 県庁が浦和に置かれ浦和県に改称。
- 1871年（明治4年）
  - 7月14日 - 廃藩置県により、藩領が古河県・岩槻県の管轄となる。
  - 11月13日 - 第1次府県統合により、全域が埼玉県の管轄となる。
- 1879年（明治12年）3月 - 郡区町村編制法の埼玉県での施行により北埼玉郡の所属となる[5]。郡役所は成田町（現行田市）に設置。
- 1889年（明治22年）4月1日 - 町村制の施行により、北埼玉郡上中条村が単独で自治体を形成[5]。今井村・小曽根村・大塚村と中条組合村を結成し、組合役場を本村に設置。
- 1909年（明治42年）8月24日 - 中条組合村を解消し、4村の区域をもって中条村が発足。同日上中条村廃止。中条村大字上中条となる[9][10]。
- 1954年（昭和29年）4月1日 - 中条村が熊谷市に編入。熊谷市大字上中条となる[10]。
- 2005年（平成17年）10月1日 - 熊谷市が周辺町と合併し、改めて熊谷市が発足された際の住所表記見直しで大字表記を除去、熊谷市上中条となる[11]。

## 世帯数と人口
2017年（平成29年）9月1日現在の世帯数と人口は以下の通りである。
| 大字   | 世帯数  | 人口    |
| ------ | ------- | ------- |
| 上中条 | 753世帯 | 1,989人 |

## 小・中学校の学区
市立小・中学校に通う場合、学区は以下の通りとなる。
| 番地 | 小学校             | 中学校             |
| ---- | ------------------ | ------------------ |
| 全域 | 熊谷市立中条小学校 | 熊谷市立中条中学校 |

## 交通
交通地点としての「上中条」は中央部の県道熊谷館林線（熊谷市街と葛和田地区を結ぶ）・弥藤吾行田線（弥藤吾地区と行田市街を結ぶ）・上中条斎条線（当地と行田市斎条地区を結ぶ）の3路線が交わる分岐点の交差点名となっており、バスの「上中条」停留所もこの付近に設置されている。

### バス
国際十王交通
- 熊谷営業所
  - KM31 熊谷駅 - 北肥塚 - 中条学校 - 竹の内 - 上中条 - 公会堂前 - 葛和田
  - KM32 熊谷駅 - 北肥塚 - 中条学校 - 竹の内 - 上中条
  - KM33 熊谷駅 - 北肥塚 - ラグビー場入口 - くまがやドーム（上中条地内に停留所なし通過のみ）

ゆうゆうバス
- 第2系統：グライダー号 妻沼行政センター - 荒宿農村広場 - 観音寺入口 - 中条中学校東 - スポーツ文化公園 - 上之荘 - 熊谷駅南口

### 道路
- 埼玉県道・群馬県道83号熊谷館林線
- 埼玉県道303号弥藤吾行田線（一部県道83号と重複）
- 埼玉県道359号葛和田新堀線
- 埼玉県道362号上中条斎条線
- スポーツ公園通り

## 地域

### 寺社
- 観音寺
- 常光院
- 実相院
- 延命院
- 川北神社
- 秋葉神社
- 三幸神社
- 八幡神社

### 公園
- 熊谷スポーツ文化公園（敷地の一部のみ）
  - 彩の国くまがやドーム（敷地の一部のみ）
- 中島農村公園
- 水越農村広場
- 中島農村広場
- 中条農村広場
- 荒宿農村広場
- 日向島農村広場

### 施設
- 熊谷上中条簡易郵便局
- 熊谷市立中条小学校
- 熊谷市中条農村センター
- 上中条集会所
- 上中条第二集会所
- 光屋敷公會堂
- 川南自治会館